# Фоллина
Фоллина (итал. Follina) — коммуна в Италии, располагается в провинции Тревизо области Венеция.
Население составляет 3644 человека, плотность населения составляет 152 чел./км². Занимает площадь 24 км². Почтовый индекс — 31051. Телефонный код — 0438.
В коммуне особо празднуется Троицын день.
Соседние коммуны: Чизон-ди-Вальмарино, Фарра-ди-Солиго, Мьяне, Пьеве-ди-Солиго.